# Stavîșceanî, Bilohirea
Stavîșceanî (în ucraineană Ставищани) este localitatea de reședință a comunei Stavîșceanî din raionul Bilohirea, regiunea Hmelnîțkîi, Ucraina.

## Demografie
Componența lingvistică a localității Stavîșceanî
     Ucraineană (99,25%)
     Alte limbi (0,75%)
Conform recensământului din 2001, majoritatea populației localității Stavîșceanî era vorbitoare de ucraineană (99,25%), existând în minoritate și vorbitori de alte limbi.